# Vol Northwest Airlines 253
Le 25 décembre 2009, un Airbus A330-300 effectuant le vol Northwest Airlines 253 est victime d'une tentative d'attentat à la bombe, alors qu'il se préparait à atterrir à l'aéroport métropolitain de Détroit à la suite d'un vol transatlantique en provenance d'Amsterdam, aux Pays-Bas. 

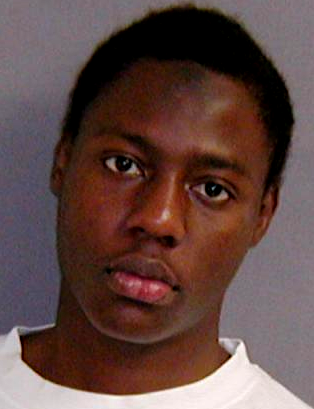
Umar Farouk Abdulmutallab, le terroriste responsable de la tentative d'attentat du vol 253.

Attribué à l'organisation terroriste Al-Qaïda dans la péninsule arabique (AQPA), il a été commis par un ressortissant nigérian de 23 ans, Umar Farouk Abdulmutallab, à l'aide d'explosifs chimiques sous forme de poudre cousus sur ses sous-vêtements qui, une fois mélangés avec un autre produit chimique présent dans une seringue, devait provoquer une explosion en vol.
Cependant, la réaction chimique ne s'est pas déroulée comme prévu, et un petit incendie s'est déclaré dans la cabine, mais il a été rapidement éteint à l'aide d'un extincteur. Le passager a été immédiatement maîtrisé par d'autres passagers et des membres du personnel navigant commercial (PNC). Il a été arrêté par les autorités après que l'appareil a atterri en toute sécurité à Détroit.
Les circonstances de cet attentat, y compris la date, ont conduit Abdulmutallab à être communément surnommé le terroriste aux sous-vêtements piégés ou le Le terroriste de Noël par les médias américains.
Il s'agit de la deuxième tentative d'attentat à la bombe contre un avion de ligne aux États-Unis en huit ans, après celle du vol American Airlines 63 en décembre 2001. C'est également le deuxième accident grave survenue en 2009 impliquant un Airbus A330, après le crash du vol Air France 447 le 1er juin, et du dernier incident opérationnel pour Northwest Airlines, avant la fusion de cette compagnie aérienne avec Delta Air Lines.
Pour son rôle dans le complot, Abdulmutallab a été reconnu coupable par un tribunal fédéral américain et condamné à la réclusion à perpétuité sans possibilité de libération conditionnelle. Le leader d'AQPA, Anwar al-Awlaki, qui aurait inspiré Abdulmutallab et planifié l'attentat, a été tué deux ans plus tard lors d'une frappe de drone au Yémen.